# ユージェニー・ビュッフェ

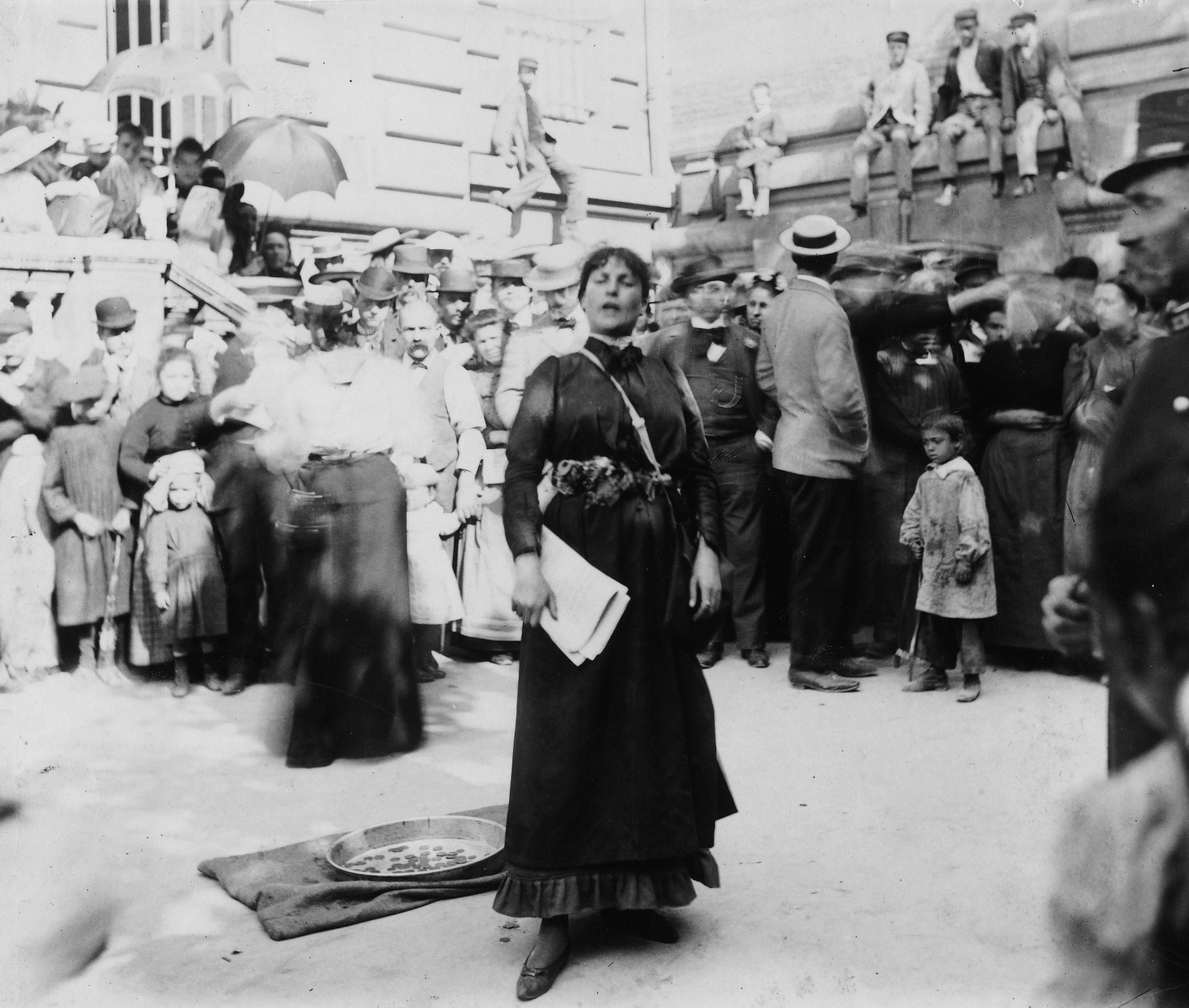
街角で歌うユージェニー・ビュッフェ, 1920年頃 (ウジェーヌ・アジェ撮影)

ユージェニー・ビュッフェ（Eugénie Buffet、1866年11月26日 - 1934年3月10日）はフランスの歌手である。19世紀末から20世紀初めに人気を博した。現実的な問題、テーマを歌う「シャンソン・レアリスト」というジャンルの最初期の一人であった。ジャン・ヴァルネイの創った『舗道のセレナーデ』("La Sérénade du Pavé")を歌って1895年に成功した。慈善のためのパリの路上での演奏などでも知られ、レジオンドヌール勲章も受勲した
。

## 略歴
アルジェリアのトレムセンでフランス兵士と裁縫師の娘の間に生まれた。父親は6歳の時陸軍病院で没し、貧しい生活を強いられた。17歳で芸能活動を始め、マルセイユのカフェ・コンセール（cafés-concerts）などで働くが、成功せず、地方の貴族、Guillaume d'Oilliamsonの愛人となった。この貴族がブッフェを友人たちに見せるために、パリに連れていかれ、パリの華やかな世界に入ることになった。
パリでは、右翼政治家の中に入り、右翼政党、愛国者連盟（Ligue des Patriotes）の創立総会でラ・マルセイエーズを歌い、創立者のポール・デルレードらの右翼の人々に愛されることになった。
1892年にパリのキャバレー、「ル・シャ・ノワール」で、「シャンソン・レアリスト」というジャンルの創始者ともされるアリスティド・ブリュアン（Aristide Bruant）のステージを見て、ブリュアンによってしばしば歌われた、貧しい不幸な少女というイメージで歌うことになった。売春婦たちの服装をまねて、使い古したエプロンと赤いマフラーを衣装として、「la pierreuse」 (streetwalker)と呼ばれる舞台パフォーマンスは有名なナイトクラブ、「ラ・シガール」で初めて披露された。すぐに、全国的な有名な歌手となり、有名な劇場で公演することになった。
1900年代の初めには、自らカフェ・コンセールの経営を始め、Cabaret de la Puréeという名前のキャバレーや1903年からはFolies-Pigalleという店も開いたが、最後の店は右翼反体制派の集まる店として警察によって閉店を命じられた。
第一次世界大戦中には、兵士のために慰問旅行を行い、1920年代にはアメリカ合衆国など、海外公演も行った。
1927年に、フランスのアベル・ガンス監督の無声映画、"Napoléon"に、ナポレオンの母親役で出演した。1931年のジャン・ルノワール監督の映画、"La Chienne"にビュッフェの歌った、"Sois bonne ô ma belle inconnue"が使われた。
1931年にEugène Figuièreが ゴースト・ライターとして書いた、自伝、"Ma Vie, Mes Amours, Mes Aventures: Confidences recueillies par Maurice Hamel" が出版された。

## ビュッフェを描いた美術作品

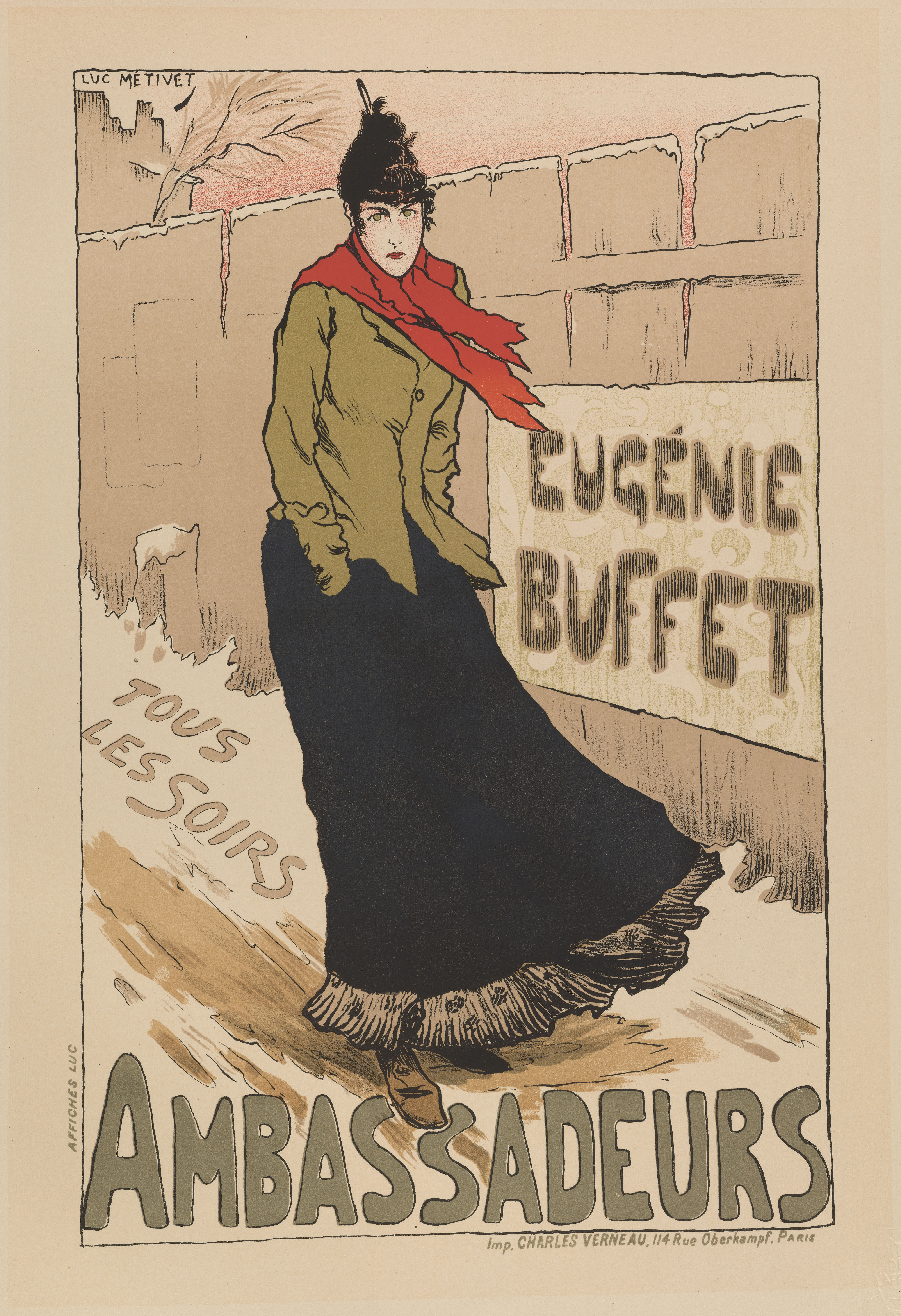
(画)リュシアン・メティヴェ
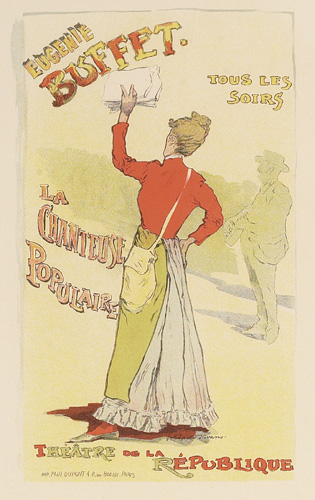
(画)Léopold Stevens
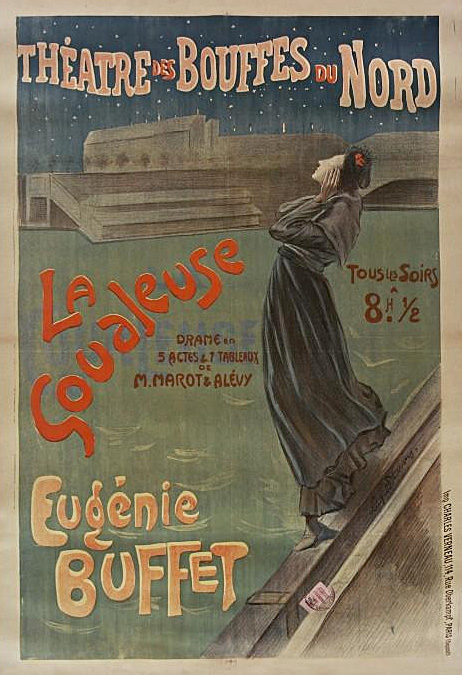
(画)Léopold Stevens
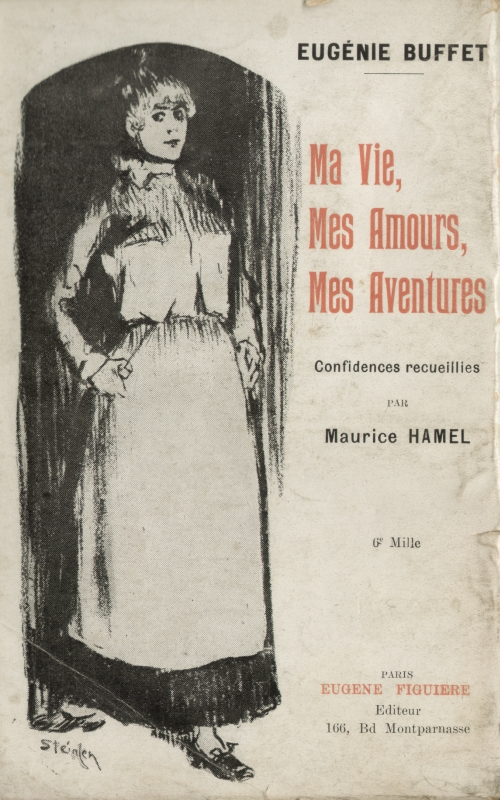
自伝の表紙
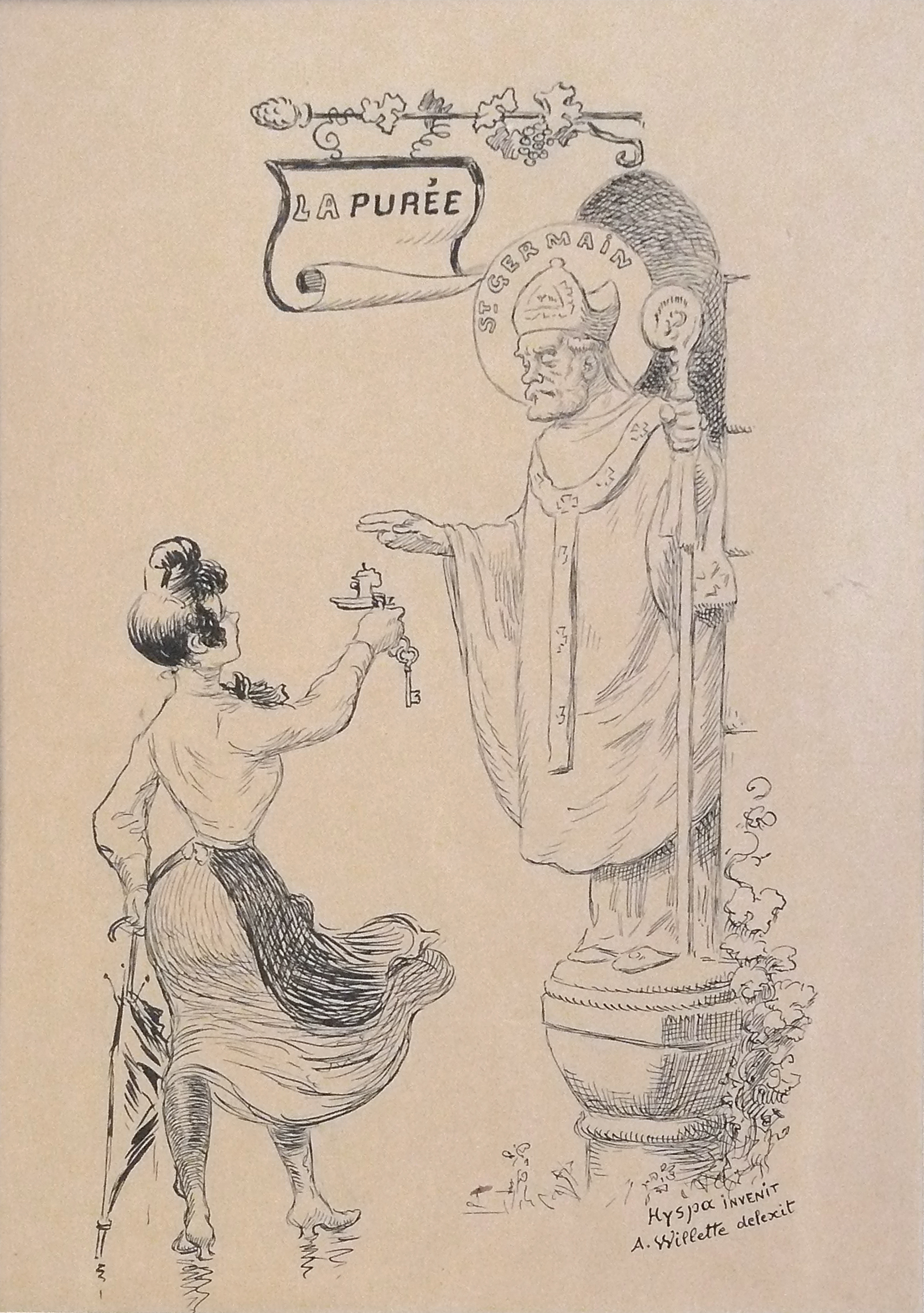
(画)Léopold Stevens